# Dwudziestocentówka USA
Dwudziestocentówka (ang. twenty-cent piece) – amerykańska moneta produkowana w latach 1875–1878. Jedynie przez pierwsze dwa lata bito ją na potrzeby wymiany handlowej, a w dwa kolejne lata powstały jedynie egzemplarze dla kolekcjonerów. Jest jedną z najkrócej używanych monet amerykańskich. Została wprowadzona z myślą rozwiązania problemów z wydawaniem reszty w stanach Zachodniego Wybrzeża Stanów Zjednoczonych. Wycofano ją szybko z powodu niespełniania zamierzonej funkcji (to samo mogły zrobić dwie dziesięciocentówki), a także z powodu częstych pomyłek z ćwierćdolarówką – podobną masą, wyglądem jak i wartością.

## Historia
Moneta o nominale dwudziestu centów (⅕ dolara) była po raz pierwszy proponowana przez Thomasa Jeffersona już w trakcie tworzenia waluty. Miała nosić nazwę „fifth”, czyli dosłownie „piąta część” lub „pistreen”. Pomysł ten przegrał z dwudziestopięciocentówką (¼ dolara).
W latach siedemdziesiątych XIX wieku w centralnych stanach oraz na Wschodnim Wybrzeżu uporano się już z problemem braku monet o niskich nominałach wywołanym wojną secesyjną i spadkiem cen złota w czasach kalifornijskiej gorączki złota (monety srebrne, a nawet miedziane były wykupowane za złote i przetapiane z zyskiem). Jednakże w stanach wybrzeża Pacyfiku nadal były problemy z mniejszymi nominałami, w tym z jedno- i pięcionetówkami. Ceny często były podawane w bitach  (1 bit to ⅛ dolara, czyli 12,5 centa). Wynikało to z tego, że niegdyś z USA często używano hiszpańskich reali, które były wyceniane na ⅛ dolara. Niestety reali było już bardzo mało w obiegu. Konsumenci kupując coś za jednego bita płacąc ćwierćdolarówką otrzymywali często tylko dziesięciocentówkę, zamiast jednego reala lub dwanaście i pół centa.
Aby rozwiązać ten problem w lutym 1874 roku senator John Percival Jones zaproponował wprowadzenie monety dwudziestocątowej. Ustawa o tej monecie weszła w życie 3 marca 1875. Dwudziestocentówka była pierwszą amerykańską monetą, której masa została ustalona w jednostkach układu SI. Jej masa wyniosła 5 gramów, a średnica 22 milimetry. Produkcja monet zaczęła się jeszcze tego samego roku.
Z racji że ten nominał miał być przeznaczony głównie do obiegu w zachodnich stanach, mennice w San Francisco i Carson City wyemitowały znacznie więcej sztuk niż główna mennica we Filandelfii. Pierwszego roku wybito ponad milion monet przeznaczonych do obiegu. W 1876 roku już niecałe 25 tysięcy. Był to ostatni rok wprowadzania ich do obiegu. Przez dwa kolejne lata powstały tylko egzemplarze dla kolekcjonerów.
Dwudziestocętówka była często mylona z dwudziestopięcocentówką. Obie miały podobną masę, rozmiar i wygląd. Szybko uznano że są potrzebne dwie monety o tak podobnych nominałach. Jednakże głównym powodem jej wycofania było to że nie spełniała zadania do którego ją stworzono. Jeśli jej wprowadzenie mogłoby pomóc z wydawaniem reszty przy cenach podawanych w bitach, a raczej zakończenia podawania ich w ten sposób, to zrobiłyby to dwie dziesięciocentówki już wcześniej. Moneta została oficjalnie wycofana 2 maja 1878 roku.

## Ilość wybitych monet
Monety powstałe we Filandefii nie posiadają znaku menniczego, powstałe w San Francisco noszą znak S, a w Carson City – CC.
| Rok  | Znak mennicy | Proof | Przeznaczone do obiegu |
| ---- | ------------ | ----- | ---------------------- |
| 1875 |              | 1,200 | 38,500                 |
| 1875 | S            | 0     | 1,155,000              |
| 1875 | CC           | 0     | 133,290                |
| 1876 |              | 1,150 | 14,750                 |
| 1876 | CC           | 0     | 10,000                 |
| 1877 |              | 510   | 0                      |
| 1878 |              | 600   | 0                      |